# Dravinjski Vrh
Dravinjski Vrh je naselje na severu Haloz, ki spada pod Občino Videm.
Najpomembnejši kulturno-zgodovinski objekt v vasi je podružnična cerkev svetega Janeza Krstnika.